# Mistrzostwa Świata U-21 w Rugby Union Mężczyzn 1997
Mistrzostwa Świata U-21 w Rugby Union Mężczyzn 1997 – trzecie mistrzostwa świata U-21 w rugby union mężczyzn zorganizowane przez SANZAR i UAR, które odbyły się w Australii w dniach 19–26 lipca 1997 roku.
Zwyciężając we wszystkich trzech pojedynkach w zawodach ponownie triumfowała Australia.
Spośród zawodników, którzy wzięli udział w turnieju, część występowała następnie w seniorskich kadrach: Nani Corleto, Martín Durand, Martín Gaitán czy bracia Manuel i Felipe Contepomi; Bobby Skinstad, Breyton Paulse czy John Smit; Elton Flatley, Sam Cordingley, Tom Bowman, Keith Gleeson, Manuel Edmonds czy Nathan Sharpe; Caleb Ralph, Doug Howlett, Leon MacDonald, Troy Flavell, Romi Ropati czy Finau Maka. Nowozelandzka kadra zawierała jedenastu przyszłych All Blacks.

## Mecze
| 19 lipca 199713:05 | Nowa Zelandia U-21 | 29:25 | Argentyna U-21 | Waratah Stadium, Concord Sędzia: Mark Lawrence |
| 19 lipca 199713:05 |                    | 29:25 |                | Waratah Stadium, Concord Sędzia: Mark Lawrence |

| 19 lipca 199715:05 | Australia U-21 | 43:3 | Południowa Afryka U-21 | Waratah Stadium, Concord Sędzia: Pablo Deluca |
| 19 lipca 199715:05 |                | 43:3 |                        | Waratah Stadium, Concord Sędzia: Pablo Deluca |

| 23 lipca 199713:05 | Nowa Zelandia U-21 | 46:20 | Południowa Afryka U-21 | North Sydney Oval, Sydney |
| 23 lipca 199713:05 |                    | 46:20 |                        | North Sydney Oval, Sydney |

| 23 lipca 199715:05 | Australia U-21 | 12:7 | Argentyna U-21 | North Sydney Oval, Sydney Sędzia: Peter Boyden |
| 23 lipca 199715:05 |                | 12:7 |                | North Sydney Oval, Sydney Sędzia: Peter Boyden |

| 26 lipca 199713:05 | Argentyna U-21 | 54:33 | Południowa Afryka U-21 | Waratah Stadium, Concord Sędzia: Peter Boyden |
| 26 lipca 199713:05 |                | 54:33 |                        | Waratah Stadium, Concord Sędzia: Peter Boyden |

| 26 lipca 199715:05 | Australia U-21 | 33:14 | Nowa Zelandia U-21 | Waratah Stadium, Concord Sędzia: Pablo Deluca |
| 26 lipca 199715:05 |                | 33:14 |                    | Waratah Stadium, Concord Sędzia: Pablo Deluca |